# Ґаґови-Нові
Ґаґови-Нові (пол. Gagowy Nowe) — село в Польщі, у гміні Любень-Куявський Влоцлавського повіту Куявсько-Поморського воєводства.
Населення — 160 осіб (2011).
У 1975-1998 роках село належало до Влоцлавського воєводства.

## Демографія
Демографічна структура станом на 31 березня 2011 року:
|          | Загалом | Допрацездатний вік | Працездатний вік | Постпрацездатний вік |
| -------- | ------- | ------------------ | ---------------- | -------------------- |
| Чоловіки | 82      | 22                 | 51               | 9                    |
| Жінки    | 78      | 19                 | 40               | 19                   |
| Разом    | 160     | 41                 | 91               | 28                   |